# Trochosippa
Trochosippa is een geslacht van spinnen uit de familie wolfspinnen (Lycosidae).

## Soorten
De volgende soorten zijn bij het geslacht ingedeeld:
- Trochosippa eberlanzi Roewer, 1960
- Trochosippa eugeni (Roewer, 1951)
- Trochosippa kaswabilengae Roewer, 1960
- Trochosippa malayana (Doleschall, 1859)
- Trochosippa meruensis (Lessert, 1926)
- Trochosippa modesta Roewer, 1960
- Trochosippa nigerrima Roewer, 1960
- Trochosippa obscura (Mello-Leitão, 1943)
- Trochosippa pardosella (Strand, 1906)